# Mollie McConnell
Mollie McConnell (24 de septiembre de 1865 – 9 de diciembre de 1920) fue una actriz estadounidense que trabajó principalmente en la era de cine mudo. 
McConnell nació en Chicago, Illinois, y asistió al Mills Seminary en Oakland, California. Sin embargo, McConnell empezó a estudiar en la "Universidad Miss Grant" en Chicago, donde empezó a dedicarsé en la actuación.
Antes de empezar su carrera cinematográfica en 1913, McConnell trabajaba como intérprete en un teatro. En 1914, firmó un contrato con Balboa Amusement Producing Company y empezó a actuar en varias películas. trabajó con William Garwood en A Ticket to Red Horse Gulch, en 1914.
se casó con Will A. McConnell en 1890.

## Filmografía
- A Ticket to Red Horse Gulch (1914)
- The Red Circle (1915)
- Should a Wife Forgive? (1915)
- Pay Dirt (1916)
- Shadows and Sunshine (1916)
- Joy and the Dragon (1916)
- Vengeance of the Dead (1917)
- The Wildcat (1917)
- The Neglected Wife (1917)
- Bab the Fixer (1917)
- The Climber (1917)
- Set Free (1918)
- No Man's Land (1918)
- Go West, Young Man (1918)
- The Demon (1918)
- Roped (1919)
- Bare Fists (1919)
- One of the Finest (1919)
- Fools and Their Money (1919)
- The Feud (1919)
- Dangerous to Men (1920)
- Black Beauty (1921)
- The Home Stretch (1921)
- Hearts and Masks (1921)